# Lui Water
Das Lui Water ist ein Fluss in der schottischen Council Area Aberdeenshire.

## Beschreibung
Das Lui Water entsteht durch den Zusammenfluss von Derry Burn und Luibeg Burn am Fuße des 867 Meter hohen Carn Crom in den Cairngorms. Das sechs Kilometer lange Lui Water fließt durch eine unbesiedelte Landschaft vornehmlich in südöstlicher Richtung ab. Auf seinem Lauf nimmt es drei kleine Bäche auf. Vor der Südwestflanke des 668 Meter hohen Creag Bhalg mündet das Lui Water rund acht Kilometer westlich von Braemar in den Dee, der in die Nordsee entwässert. Ein kurzes Stück Dee-aufwärts befindet sich die Klamm Linn of Dee. Sein Tal wird als Glen Lui bezeichnet.
Groome schlug im späten 19. Jahrhundert den Luibeg Burn als Oberlauf dem Lui Water zu. Hieraus ergibt sich eine Gesamtlänge von 15,5 Kilometern. Der Luibeg Burn entspringt am Westhang des Creagan a’ Choire Etchachan rund 500 Meter südlich von Loch Etchachan, aus welchem der Derry Burn abfließt. Die Quellhöhe ist mit 1036 Metern angegeben. Bis zur Mündung in Dee wird eine Höhendifferenz von 985 Metern überwunden.
Reste einer Siedlung zu beiden Seiten des Lui Waters auf etwa halber Strecke zeugen von einer ehemaligen Besiedlung der Flussufer. Die Anlage ist heute als Scheduled Monument geschützt ist. Am Zusammenfluss von Luibeg Burn und Derry Burn befindet sich die Derry Lodge, die zum Gut Mar gehört.

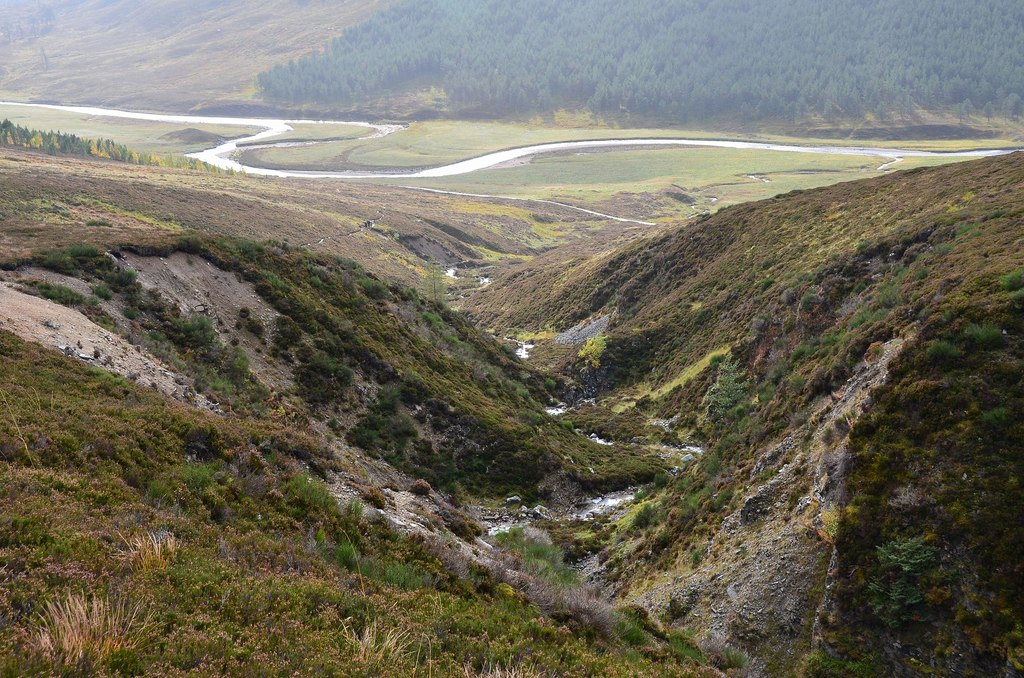
Zufluss im Glen Lui
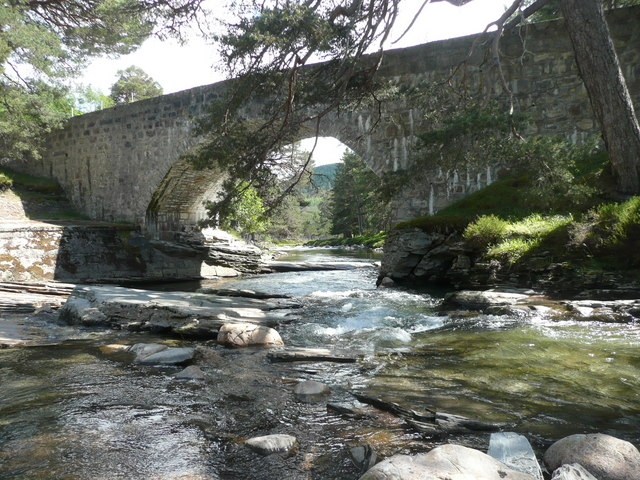
Brücke über das Lui Water ein kurzes Stück vor der Mündung
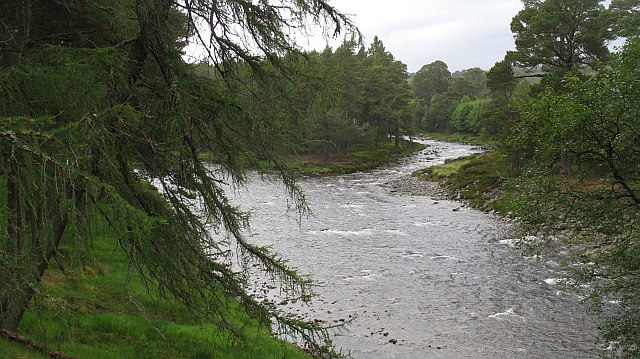
Mündung des Lui Waters in den Dee